# Maniche (kommun i Haiti)
Maniche är en kommun i Haiti.   Den ligger i departementet Sud, i den sydvästra delen av landet, 150 km väster om huvudstaden Port-au-Prince. Antalet invånare är 21 766. Arean är 125 kvadratkilometer.
Terrängen i Maniche är varierad.